# Irpin (by)
Irpin (ukrainsk: Ірпі́нь) er en Helteby i Ukraine beliggende ved floden Irpin i Kyiv oblast (provins) lige ved siden af byen Kyiv i det nordlige Ukraine. En del af Irpin, bebyggelsen Kotsiubynske, er en eksklave inden for Kyiv.
Administrativt er den en by af regional betydning og fungerer som administrativt centrum for Irpin Kommune, der omfatter byen Irpin og tre bymæssig bebyggelseer. Byen har en befolkning på omkring 62.456 (2021)..
Byen har en jernbanestation bygget i 1899.

## Krigen i 2022
Under Ruslands invasion af Ukraine blev Irpin stedet for et slaget ved Irpin (en) under Kyiv-offensiven (en). De russiske styrker indtog Hostomel Airport i den nordlige del af byen for at lette en fremrykning sydpå, omkring Kyiv. Byen blev beskudt af russisk artilleri, mens ukrainerne var i stand til at afvise og ødelægge flere styrker, der forsøgte at bevæge sig ind i byen. Ifølge Human Rights Watch bombarderede russiske styrker den 6. marts 2022 et kryds på en vej i Irpin, som blev brugt af civile til at flygte. Pr. 24. marts 2022 havde de ukrainske væbnede styrker generobret 80 % af byen fra de russiske besættere.  Den 28. marts meddelte borgmester Oleksandr Markushyn, at hele Irpin var fuldt generobret af de ukrainske styrker.

## Galleri
- Irpin jernbanestation
- Hovedstrøget i byen
- Baptistkirke
- Bypark
- Statsligt skatteakademi
- Flodern Irpin
- Stadion